# Пуаби
Пуаби (Акадски: Пу-а-Би - "Реч мог оца", која се назива и Схубад због погрешног превода сер Чарлса Леонарда Вулија) била је важна жена у Сумерском граду Уру, током прве династије Ура (око 2600. п. н. е.). Често означена као „краљица“, њен статус је донекле споран, иако је неколико цилиндарских печата у њеној гробници, означено као гроб ПГ 800 на краљевском гробљу у Уру, идентификује по наслову „нин“ или „ересх“, сумерска реч која означава краљицу или свештеницу. Како је већина женских цилиндарских печата у то време укључивала референцу на мужа, Пуабин печат је не ставља у везу са било којим краљем или мужем, што подржава теорију да је сама владала. Претпоставља се да је она била друга супруга краља Мескаламдуга. Чињеница да је Пуаби, која је и сама била семитска Акадијка, била важна фигура међу Сумерима, указује на висок степен културне размене и утицаја између древних Сумера и њихових семитских суседа. Иако се о Пуабином животу мало зна, откриће Пуабине гробнице открива важне информације, као и поставља питања о мезопотамском друштву и култури.

## Гробница Пуаби
Британски археолог Леонард Вули открио је гробницу Пуаби, коју је између 1922. и 1934. године ископао заједнички тим који је спонзорисао Британски музеј и Музеј археологије и антропологије Универзитета у Пенсилванији. Пуабина гробница пронађена је заједно са око 1.800 гробова на "Краљевском гробљу Ур". Пуабина гробница била је очигледно јединствена међу осталим ископинама, не само због великог броја висококвалитетних и добро очуваних гробних добара, већ и зато што јој гроб пљачкаши током миленијума нису опљачкали.

### Предмети у гробу
Број гробних добара које је Вули открио у Пуабиној гробници био је запањујући и обухватао је величанствено, тешко, златно покривало за главу направљено од златних листова, прстенова и плоча; врхунска лира, заједно са златном и брадатом главом бика опточеном лапис-лазулијем; богатство златног посуђа; златне, карнеолске и цилиндричне перле лапис лазулија за екстравагантне огрлице и каишеве; кочија украшена главама лавица у сребру и обиљем сребра, лапис лазулија и златних прстенова и наруквица, као и њен покривач за главу, каиш од златних прстенова, перли од карнеола и лаписа и други разни прстенови и минђуше. Пуабино покривало за главу црпило је инспирацију из природе у својим цветним мотивима, а састоји се од златних трака и лишћа, лапис и  карнеолских перли и златних цветова.

### "Смртна јама"
Одређени број „смртних јама“ такође је пронађен ван комора, као и изнад Пуабине коморе, што доводи у питање првобитно приписивање смртних јама посебно Пуаби. У највећој и најпознатијој јами налазило се 74 пратиоца, 6 мушкараца и 68 жена, сви украшени разним украсима од злата, сребра и лаписа, и једна женска фигура која је изгледала сложеније украшена од осталих. Такође је сахрањена са 52 службеника: слугама, стражарима, коњима, лавовима, кочијама и неколико других тела; чувара за које је Леонард Вули сумњао да су се отровали (или су их други отровали) да би служили својој љубавници у другом свету. У Пуабиној одаји пронађени су посмртни остаци још три особе, а ове личне слуге имале су мање украсе. Јама пронађена изнад Пуабине одаје садржала је 21 послужитеља, сложену харфу/лиру, кочију и оно што је остало од великог сандука предмета за личну негу. Због локације јама и општег недостатка доказа, у великој мери је нејасно да ли се јаме могу директно повезати са Пуаби.

### Теорије узрока смрти
Недавни докази изведени из КАТ скенирања музеја Универзитета у Пенсилванији сугеришу да су неке од жртава вероватно биле насилно жртвоване. Шиљато, пондерисано оруђе могло би објаснити разбијене лобање што је резултирало смрћу, док је Вули током свог оригиналног ископавања пронашао и мали алат попут чекића, који је и каталогизирао. Величина и тежина одговарају штети коју су претрпела два тела која је прегледао Обри Бадсгард, докторант на Универзитету у Пенсилванији. Такође је примећен цинабарит или остатак живине паре, који се користио за спречавање или успоравање распадања тела за потребне погребних обреда.

## Остаци
Пуабини физички остаци, укључујући делове тешко оштећене лобање, чувају се у Природњачком музеју у Лондону. Ископани налази из Вулијеве експедиције подељени су између Британског музеја у Лондону, Музеја Универзитета у Пенсилванији у Филаделфији, у Пенсилванији и Националног музеја у Багдаду. Неколико комада блага опљачкано је из Националног музеја након Другог заливског рата 2003. године. Недавно је неколико најспектакуларнијих комада из Пуабиног гроба чинило изузетно успешну турнеју Музеја уметности и историје кроз Уједињено Краљевство и Сједињене Државе.

## Артефакти из гробнице ПГ 800
- Цилиндрични печат краљице Пуаби, пронађен у њеној гробници. Натпис Пу-А-Би- Нин „Краљица Пуаби“.[10] [11] [12] Последња реч може се изговорити као Нин „дама“ или Ересх „краљица“.[13] [14]
- Краљичина лира, једна од лира Ура, краљевско гробље Ур.
- Инкрулација са две козе које стоје, Ур, Томб ПГ 800
- Сребрна лавља глава за наслон столице са очима са уметнутим шкољкама и лапис лазулијем, из краљевског гробља, из смртне јаме на улазу у Пуабину одају.[15]
- Сумерски пехар из гроба краљице Пуаби Електрум 2500. п. н. е.
- Млади послужитељ са златном покривком за главу и накитом од злата, лапис лазулија, карнеола и шкољки из Пуабине јаме
- Краљица Пуаби са својим пратиоцима
- Краљичин накит из гробнице Ур